# Георги Пеев (плувец)
Георги Пеев е български журналист и спортист по плуване.

## Биография
Плува от 5-годишна възраст. Първи уроци в плуването му дава баща му, който е бивш състезател по водна топка във Велинград. Допреди заболяването, Георги Пеев плува за удоволствие. След двете трансплантации, Георги започва да се занимава активно с плуване.
След прекарано вирусно заболяване през лятото на 2011 г. Георги Пеев получава сериозно увреждане на бъбреците. През есента на същата година принудително е включен на хемодиализа в Хасково, където живее и работи като журналист. Година по-късно, по време на престой в УМБАЛ „Александровска“, където е планирана бъбречна трансплантация от донор майка му Таня, той научава, че има и увреждане на сърцето. Диагнозата е вирусна дилатативна кардиомиопатия. Това налага сърдечна трансплантация. През август 2013 г. Пеев получава сърце, благодарение на добрината една майка, която губи сина си следствие на мозъчен кръвоизлив. Така на 24 август 2013 г., на рождения ден на сина си, Георги е трансплантиран в УМБАЛ „Св. Екатерина“, гр. София. На 19 февруари 2015 г. в УМБАЛ „Александровска“ Георги Пеев е и бъбречната трансплантация, като донор е майка му. Така той се превръща в единствения човек в Европа с трансплантирано сърце и втора трансплантация на бъбрек година и половина по късно.

### Спортни успехи
През 2016 г. участва в първото си европейско първенство за трансплантирани атлети в гр. Вантаа, Финландия. При дебюта си печели златен медал на 100 метра бруст и три сребърни медала в дисциплините 50 м бруст, 100 м свободен стил и 50 м свободен стил. На състезанието българският отбор е представен още от Мартин Настев, Евгени Георгиев и Огнян Ганчев. Четиримата българи печелят общо 14 медала, от които 7 златни. Това ги нарежда на първо място в неофициалното класиране за брой медали на човек.
Успехът от Финландия е и за екипът от лекари в УМБАЛ „Св. Екатерина“, който се грижи за четиримата свои пациенти, основно д-р Незабравка Чилингирова, която лично се грижи за тях, и специалистите от болницата, начело с проф. Емил Паскалев, който завежда клиниката по „Нефрология и бъбречна трансплантация“.
На следващото Европейско първенство за трансплантирани атлети, което се провежда в гр. Линяно Сабиадоро, Италия, Пеев печели 5 медала – два златни и три сребърни. Това го прави първият български трансплантиран с два органа атлет, който е с пет медала от едно Европейско първенство. Титлите си завоюва в дисциплините:
- 50 м бруст (златен медал)
- 100 м бруст (златен медал)
- 50 м свободен стил (сребърен медал)
- 50 м гръб (сребърен медал)
- 4х50 щафета свободен стил (сребърен медал)

Тогава българският отбор е в състав Ирен Дикова (трансплантиран бял дроб), Евгени Георгиев (трансплантирано сърце), Огнян Ганчев (трансплантирано сърце) и Георги Пеев. Тийм мениджър на отбора е Анна Пеева, която е съпруга на Георги. Участието на българите на това първенство е подпомогнато активно от Българска федерация по бадминтон, УМБАЛ „Св. Екатерина“ в лицето на нейния директор проф. Генчо Начев, общините Хасково и Шумен и др.
Състезанията за трансплантирани атлети са под егидата на EHLTF – най-голямата европейска федерация на трансплантираните сърце/бял дроб. Алианс на трансплантираните и оперираните – АТО „Бъдеще за всички“ е организацията, която активно работи и подпомага спортната дейност на трансплантираните атлети в България.
През 2019 г. Георги изкачва най-високият връх на Балканския полуостров - Мусала, с цел популяризиране на донорството. След това покорява върха още няколко пъти, за да насочи вниманието на обществеността върху проблема с недостатъчните трансплантации в България. През 2021 г. Се включва заедно с други трансплантирани българи в супермаратона “Витоша 100 км”.
На 18 април 2023 г. Георги Пеев става  първият българин, спечелил световна титла в плуването по време на Световното първенство за трансплантирани атлети в Пърт, Австралия. Той печели златен медал на 100 метра бруст. 
На 7 декември 2023 г  Георги Пеев изкачва най-високият връх в Африка - Ухуру (5895 м) в планината Килиманджаро и се превръща в първия човек в света с трансплантирани сърце и бъбрек, който го е правил  
На 23 юли 2024 г. Георги печели 4 златни медала на Европейските игри за трансплантирани в Лисабон, Португалия. Той става европейски шампион на 50 и 100 метра бруст и на 50 и 100 метра свободен стил. 

## Кауза за донорство
Георги Пеев активно участва в инициативи за популяризиране на донорството. Той самият организира срещи със студенти и ученици в горен курс, за да им разказва за дейността си и колко е важно даряването на органи. Заедно със съмишленици от години настоява за промяна на законодателството в България с цел въвеждането на т.нар. кръстосано донорство, което ще помогне за развитието на трансплантациите от живи донори.
Заради активната си обществена дейност в подкрепа на донорството на органи и трансплантациите Георги Пеев е обявен през 2024 г. за един от достойните българи. Награждаван е от Стефка Костадинова, председател на БОК, със златна значка на Българския олимпийски комитет. През 2024 г. е сред будителите на годината в класацията на БНР.